# Велика Невка
Велика Не́вка (рос. Большая Невка) — перший правий рукав дельти Неви, що бере початку у півкілометрі нижче Літейного мосту. Впадає у Єлагінський фарватер Невської губи. 
Є найбільшим за протяжністю серед рукавів Неви. 

## Географічні дані
Довжина річки — близько 8,5 км, ширина — від 50 до 360 м, глибина — до 8,5 м.
Водність Великої Невки вимірюється від витока до гирла, зменшуючись по мірі відгалуження від неї двох рукавів — Малої та Середньої Невок. Норма середньорічної витрати води у витоку Великої Невки — 342 м³/с,  після відділення Малої Невки — 176 м³/с, а нижче стрілки Єлагіна острова — 73 м³/с. Середня ширина на тих самих ділянках Великої Невки відповідно становить 200, 190 та 80 м. Середня глибина змінюється від 6,0 до 3,8 м. Швидкість течії становить в середньому 0,24—0,28 м/с.
У 4 км від гирла Велика Невка приймає воду Чорної річки.
Рівневий режим річки Великої Невки нижче стрілка Кам'яного острова визначається передусім коливаннями відміток водної поверхні Невської губи. Ординар рівнів за літній період у місті впадіння Чорної річки дорівнює 14 см БС.
Великій Невці надана найвища категорія рибогосподарських водних об'єктів.
Велика Невка відділяє Виборзьку сторону від Петроградської сторони.

## Набережні
Уздовж Великої Невки прокладено декілька набережних. 
По правому берегу — Пирогівська (від витоку до Малого Сампсонієвського проспекту), Виборзька (від Малого Сампсонієвського проспекту до набережної Чорної річки), Ушаковська (від набережної Чорної річки до вулиці Академіка Крилова), Приморський проспект (від вулиці Академіка Крилова до вулиці Академіка Шиманського), Приморський проспект (від вулиці Академіка Шиманского до Благовіщенської церкви).
По лівому — Петроградська (від витоку до вулиці Чапаєва), Аптекарська (від набережної річки Карповки до Малої Невки), річки Великої Невки (від Кам'яноострівського проспекту до річки Середньої Невки).

## Пам'ятки
Через Велику Невку перекинуто шість мостів:
- Сампсонієвський міст[ru]
- Гренадерський міст[ru]
- Кантемировський міст[ru]
- Ушаковський міст[ru]
- 3-й Єлагін міст[ru]
- Яхтенний міст[ru]

На її берегах знаходяться також:
- Телевежа[ru]
- Крейсер «Аврора»
- Лопухінський сад[ru] зі ставком
- Кам'яноострівський палац[ru]
- Приморський парк Перемоги[ru]
- Ботанічний сад БІН РАН

## Галерея

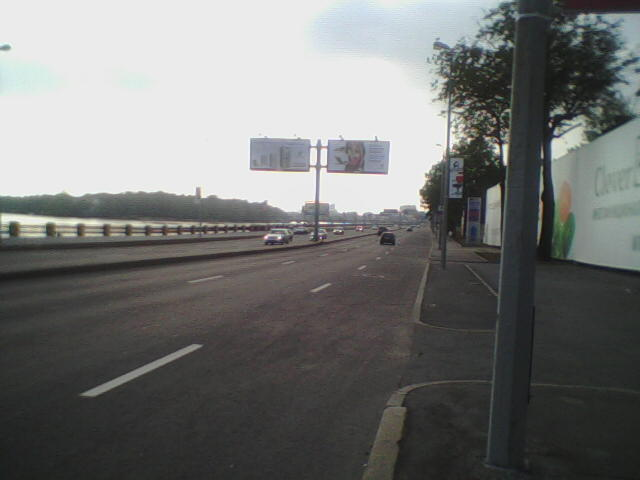
Ушаковська набережна Великої Невки
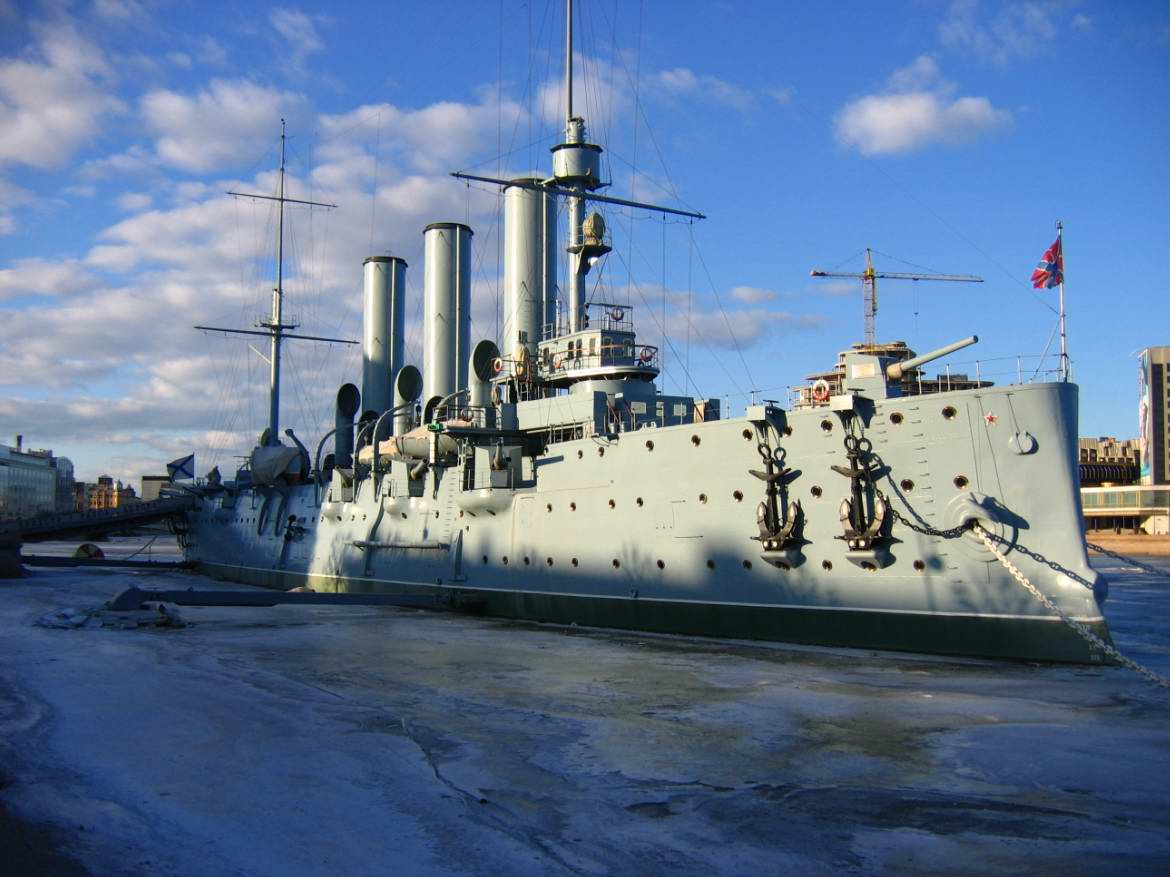
Крейсер «Аврора» у витоку Великої Невки
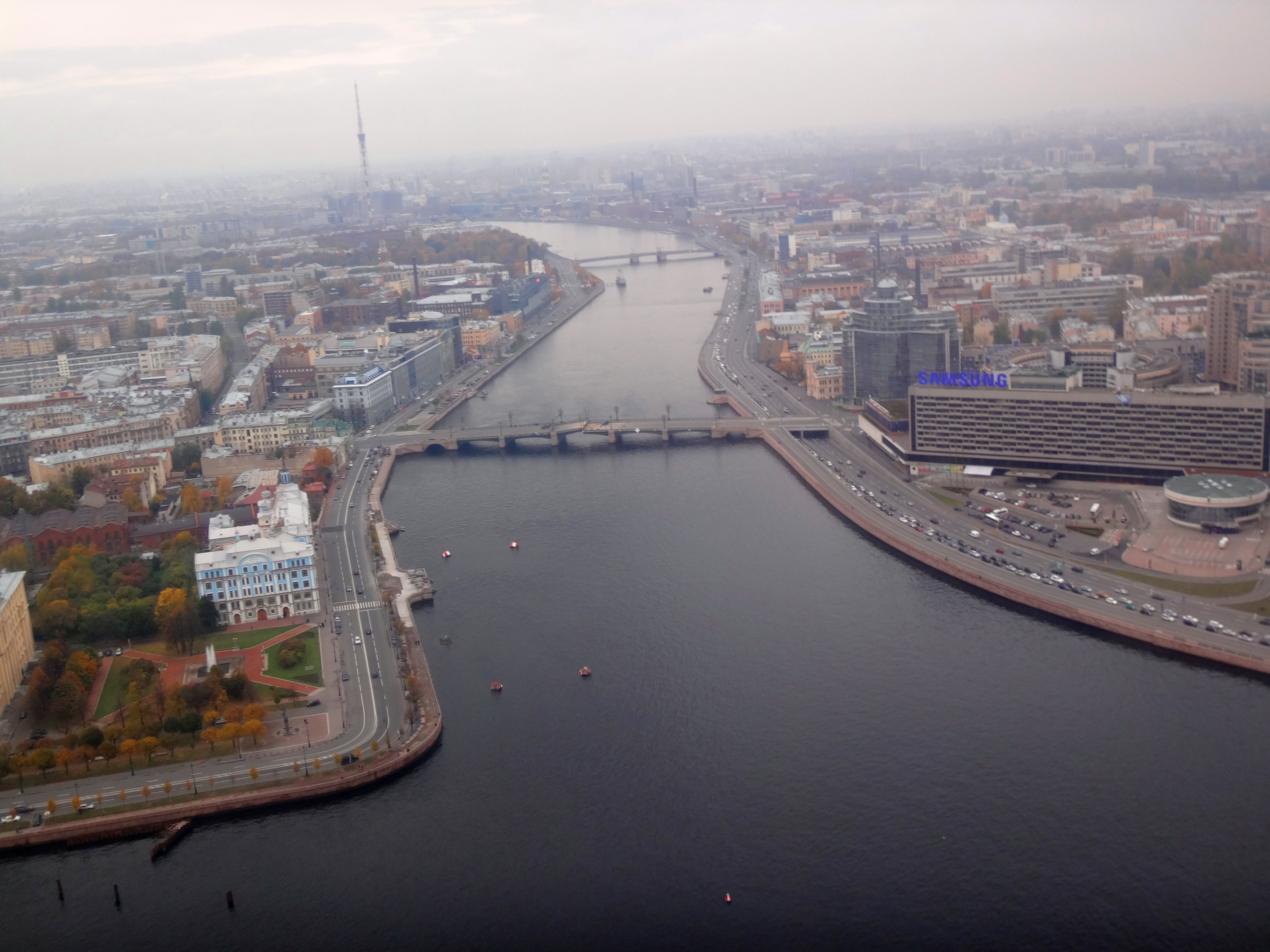
Вид на витік Великої Невки з борту гелікоптера. На місці чотирьох бонів (зліва) стояв крейсер «Аврора» (жовтень 2014 року)
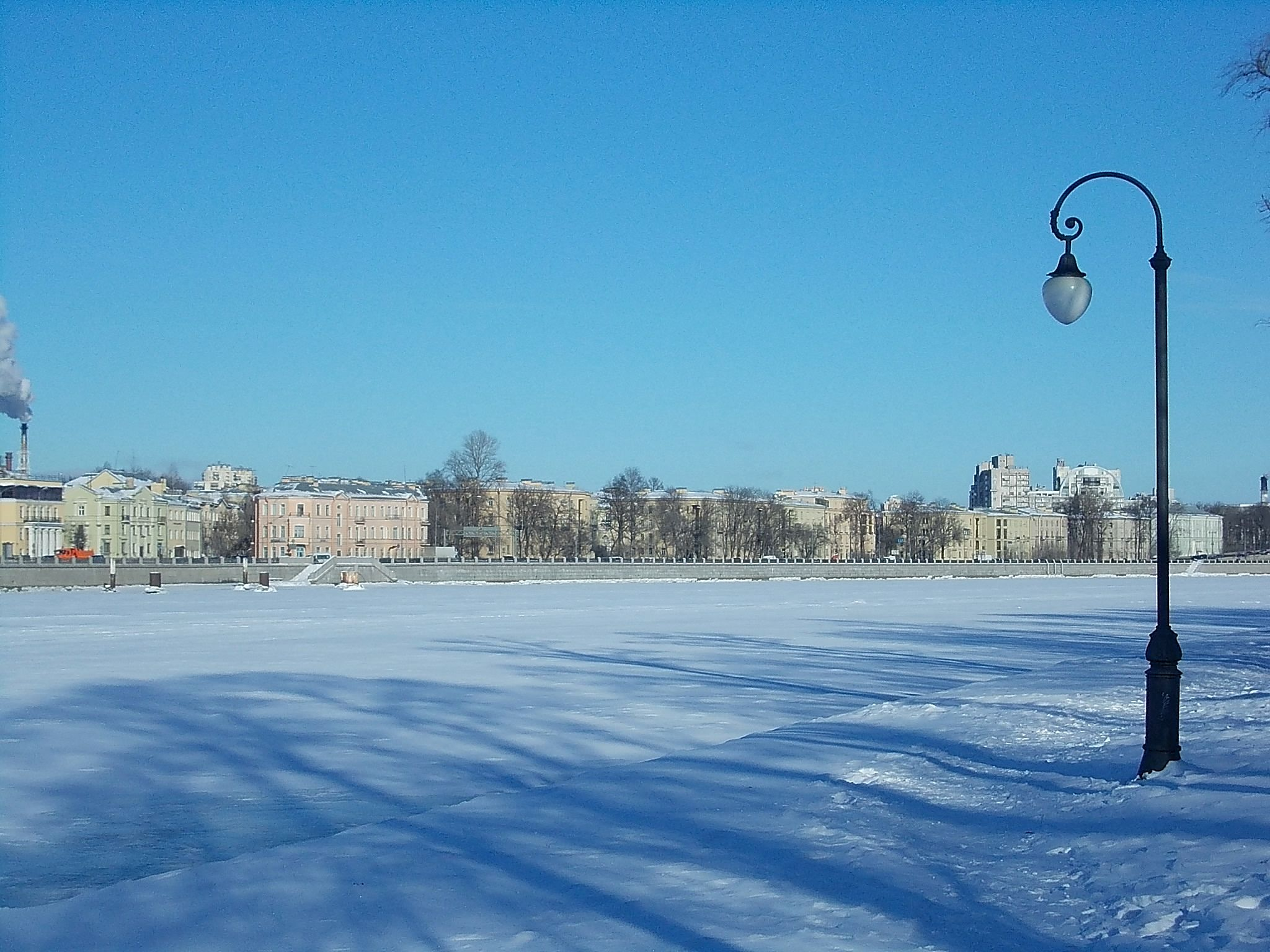
Велика Невка з Кам'яного острова[ru]